# Maurice Walker (homme politique)
Pour les articles homonymes, voir Maurice Walker et Walker.
Maurice Walker, né le 20 mai 1897 à Anvers (Belgique) et mort le 29 avril 1959 , est un homme politique français.

## Biographie
Il est élu au Conseil de la République.
Maurice Walker meurt le 29 avril 1959 à l'âge de 61 ans,.